# Pigeiros
Pigeiros ist ein Ort und eine ehemalige Gemeinde (Freguesia) im portugiesischen Kreis Santa Maria da Feira. Die Gemeinde hatte 1187 Einwohner (Stand 30. Juni 2011).
Am 29. September 2013 wurden die Gemeinden Pigeiros und Caldas de São Jorge zur neuen Gemeinde União das Freguesias de Caldas de São Jorge e Pigeiros zusammengeschlossen.